# Marko Tomasović
Marko Tomasović (* 10. November 1981 in Split, SR Kroatien, SFR Jugoslawien) ist ein ehemaliger kroatischer Kickboxer und Boxer. Er nahm als Boxer im Superschwergewicht an den Olympischen Spielen 2008 teil.

## Erfolge im Kickboxen
Marko Tomasović gewann bei den WAKO-Weltmeisterschaften 2005 in Szeged und 2007 in Lissabon jeweils die Silbermedaille im Vollkontakt, 2005 in der Klasse -91 kg und 2007 in der Klasse +91 kg. 2010 gewann er in der Klasse +91 kg die Goldmedaille im Vollkontakt bei den WAKO-Europameisterschaften in Loutraki. Darüber hinaus wurde er 2006 in Split und 2007 in Mailand jeweils European Pro Champion der WAKO im Vollkontakt, Klasse -94 kg.

## Erfolge im Boxen
Marko Tomasović startete 2008 bei der Europäischen Olympiaqualifikation in Pescara, wo er sich mit Siegen gegen Mohamed Samoudi, Kurban Günebakan, Magomed Abdusalamow und Robert Helenius einen Startplatz im Superschwergewicht (+91 kg) bei den Olympischen Spielen 2008 in Peking sicherte, wo er in der Vorrunde gegen den späteren Goldmedaillengewinner Roberto Cammarelle ausschied.
Beim Weltcup 2008 in Moskau und den Mittelmeerspielen 2009 in Pescara schied er jeweils kampflos im Finale aus und gewann daher jeweils die Silbermedaille im Superschwergewicht.